# Sechenov Phoenix 2019
Questa voce raccoglie le informazioni riguardanti le Sechenov Phoenix nelle competizioni ufficiali della stagione 2019.

## WLAF Russia 2019

### Stagione regolare
| Mosca 6 ottobre 2019, ore 14:30 | Sechenov Phoenix | 0 – 10 | Ekaterinburg Mad Wolves |  |

| Mosca 13 ottobre 2019, ore 14:30 | Sechenov Phoenix | 0 – 48 | Far East Team |  |

| Mosca 20 ottobre 2019, ore 14:30 | Sechenov Phoenix | 0 – 50 | Moscow Unicorns |  |

## WLAF Moscow 2019

### Stagione regolare
| Mosca 19 maggio 2019, ore 18:00 | Sechenov Phoenix | 0 – 14 | Moscow Unicorns |  |

| Mosca 2 giugno 2019, ore 18:00 | Sechenov Phoenix | 18 – 13 | Moscow Dragonflies |  |

| Mosca 7 luglio 2019, ore 18:00 | Moscow Unicorns | 62 – 0 | Sechenov Phoenix |  |

| Mosca 4 agosto 2019, ore 18:00 | Sechenov Phoenix | 6 – 41 | Moscow Dragonflies |  |

## Statistiche di squadra
| Competizione               | %Vittorie | In casa | In casa | In casa | In casa | In casa | In casa | In trasferta | In trasferta | In trasferta | In trasferta | In trasferta | In trasferta | Totale | Totale | Totale | Totale | Totale | Totale |
| Competizione               | %Vittorie | G       | V       | N       | P       | Pf      | Ps      | G            | V            | N            | P            | Pf           | Ps           | G      | V      | N      | P      | Pf     | Ps     |
| -------------------------- | --------- | ------- | ------- | ------- | ------- | ------- | ------- | ------------ | ------------ | ------------ | ------------ | ------------ | ------------ | ------ | ------ | ------ | ------ | ------ | ------ |
| WLAF-R - Stagione regolare | .000      | 3       | 0       | 0       | 3       | 0       | 108     | 0            | 0            | 0            | 0            | 0            | 0            | 3      | 0      | 0      | 3      | 0      | 108    |
| WLAF-M - Stagione regolare | .250      | 3       | 1       | 0       | 2       | 24      | 68      | 1            | 0            | 0            | 1            | 0            | 62           | 4      | 1      | 0      | 3      | 24     | 130    |
| Totale                     | .143      | 6       | 1       | 0       | 5       | 24      | 176     | 1            | 0            | 0            | 1            | 0            | 62           | 7      | 1      | 0      | 6      | 24     | 238    |